# Страховик
Страховики́ (страхівники, страхові компанії) — юридичні особи, створені у формі акціонерних, повних, командитних товариств або товариств з додатковою відповідальністю згідно з Законом України «Про господарські товариства» з урахуванням особливостей, передбачених цим Законом, а також ті, що одержали у встановленому порядку ліцензію на здійснення страхової діяльності.
Учасників страхування повинно бути не менше трьох. Страхова діяльність в Україні, за Законом України «Про Страхування» здійснюється страховиками — резидентами України та страховиками нерезидентами. В окремих випадках, встановлених законодавством України, страховиками визнаються державні організації, які створені й діють відповідно до чинного законодавства.

## Страхові компанії України
У березні 2019 року журнал «Бізнес» номінував найпрофесійніші страхові компанії України. Відзнаки отримали такі страховики як СК «АХА Страхування», СГ «ТАС», СК «Альфа Страхування»

## Стан страхових компаній України
Страховий ринок України поступово виходить з кризи. Згідно з даними Національної комісії з регулювання ринків фінансових послуг, за підсумками 2016 року страхові компанії наростили валові премії на 18,3 %, чисті премії (без урахування перестрахування. — Mind) — на 18,4 %. Причому в комісії стверджують, що зростання спостерігалося за всіма видами страхування.
Понад 40% страхових компаній України не відповідають новим вимогами НБУ, які вступлять у силу з нового, 2024 року.
За результатами імплементації змін до законодавства в 2024 році низка страхових компаній змушені припинити діяльність. Так в червні 2024 року, зокрема, ПрАТ «Страхова компанія «Рідна» повідомила про вимушений вихід зі страхового ринку з 01 липня 2024 року у звʼязку зі змінами законодавства у сфері страхування .